# Zina Al-Dewany
Zina Al-Dewany, född 5 maj 1990 i Hagsätra, Stockholm, är en svensk politisk skribent. Hon är sedan oktober 2021 ledarskribent på Aftonbladet.
Al-Dewany gick Aftonbladets ledarskribentutbildning 2015 och blev i november 2016 ledarskribent på den socialistiska tidningen Flamman. Hon fortsatte som ledarskribent på Flamman fram till april 2018 då hon började skriva krönikor på Aftonbladets ledarsida. Detta fortsatte hon med fram till oktober 2021 då hon övergick från att vara krönikör till ledarskribent på Aftonbladet. Mellan 2015 och 2018 skrev hon även ledarartiklar på ETC.
Al-Dewany har arbetat på PR-byrån Gullers grupp och varit politisk sekreterare i Stockholms Studentkårers Centralorganisation. Hon har studerat biomedicin, litteraturvetenskap och estetik och hon studerar 2025 på läkarprogrammet. 